# Ficus davidsoniae
Ficus davidsoniae är en mullbärsväxtart som beskrevs av Paul Carpenter Standley. Ficus davidsoniae ingår i släktet fikonsläktet, och familjen mullbärsväxter. Inga underarter finns listade i Catalogue of Life.